# Cephalic Carnage
I Cephalic Carnage sono un gruppo musicale technical grindcore/death metal formatosi a Denver (Colorado) nel 1992.

## Storia
Nati a Denver, in Colorado nel 1992, i Cephalic Carnage pubblicarono alcune demo a partire dal 1993, che attirarono l'attenzione dell'etichetta italiana Headfucker Records, con cui pubblicarono il loro primo album, Conforming to Abnormality, nel 1998.
Nel 2000 firmarono un contratto con la Relapse Records e da allora tutti gli album sono stati prodotti da quest'ultima (inclusa la riedizione dell'album di debutto).
Il loro primo show in Europa fu in Germania nell'estate del 2003, seguito dal loro primo tour nel continente americano, nell'ottobre del 2003.

## Stile musicale
I Cephalic Carnage coniarono, per descrivere il proprio stile, il termine "rocky mountain hydro grind". Nonostante suonino principalmente grindcore e death metal, il gruppo presenta numerose influenze sperimentali, jazz, doom, sludge, hardcore e metalcore.

## Formazione
- Lenzig Leal - voce
- Zac Joe - chitarra
- John Merryman - batteria
- Steve Goldberg - chitarra
- Nick Schendzielos - basso

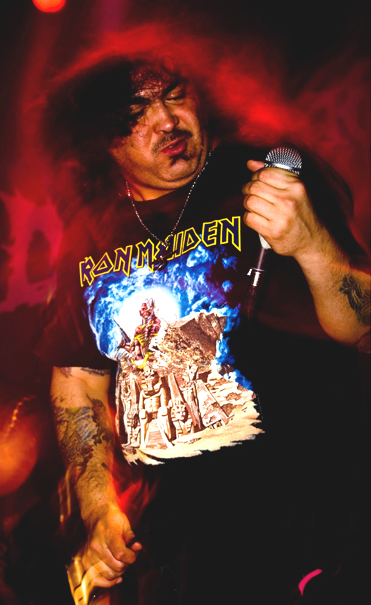
Lenzig Leal
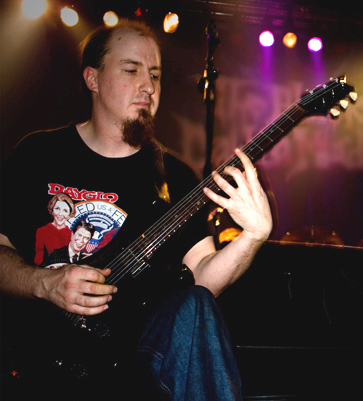
Steve Goldberg
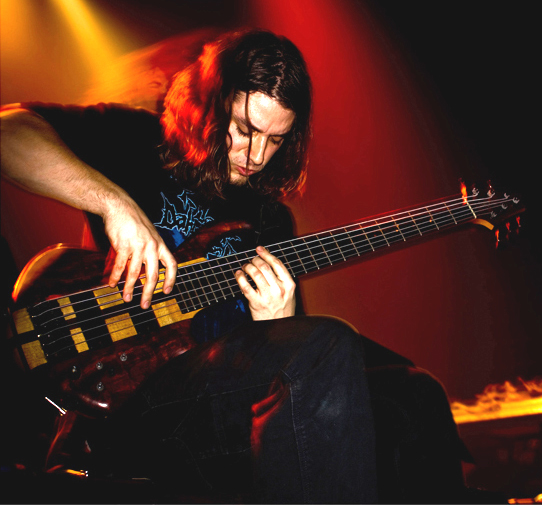
Nick Schendzielos
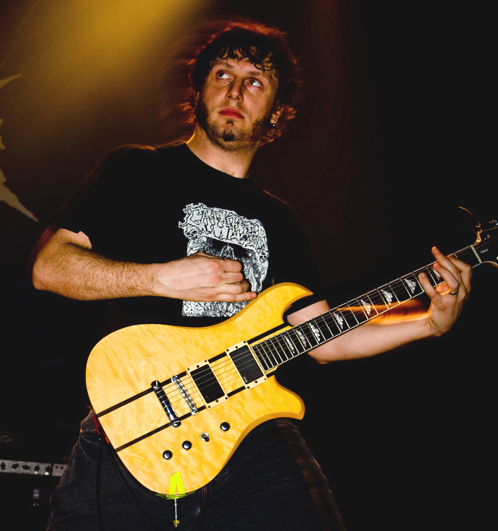
Zac Joe

## Discografia
Demo
- 1994 - Scrape My Lungs
- 1996 - Fortuitous Oddity
- 1997 - Promo 1997

Album in studio
- 1998 - Conforming to Abnormality
- 2000 - Exploiting Dysfunction
- 2002 - Lucid Interval
- 2005 - Anomalies
- 2007 - Xenosapien
- 2010 - Misled by Certainty

Split
- 1998 - Cephalic Carnage & Adnauseam
- 1999 - Impaled/Cephalic Carnage
- 2002 Cephalic Carnage/Anal Blast - Perversion...and the Guilt After/Version 5 Obese
- 2008 - HF Seveninches Collection Vol. 1
- 2009 - Double Impact

EP
- 2002 - Halls of Amenti